# جین آبی (ترانه لانا دل ری)
«جین آبی» تک‌آهنگی از هنرمند اهل ایالات متحده آمریکا لانا دل ری است که در ۸ آوریل ۲۰۱۲ منتشر شد. این تک‌آهنگ در آلبوم زاده‌شده برای مردن قرار داشت.
این تک‌آهنگ در چارت‌های بلژیک، یونان و اسپانیا جزو ده ترانه اول قرار گرفت.